# Bourg-Madame
Bourg-Madame (auf Katalanisch La Guingueta d’Ix) ist eine Gemeinde mit 1194 Einwohnern (Stand 1. Januar 2022) im Süden Frankreichs, die im Département Pyrénées-Orientales und damit in der Region Okzitanien liegt. Die Gemeinde ist Teil des Regionalen Naturparks Pyrénées Catalanes.
Die Einwohner werden auf Französisch Guinguettois genannt, denn früher hieß die Stadt auch Les Guinguettes d’Hix.

## Geografie

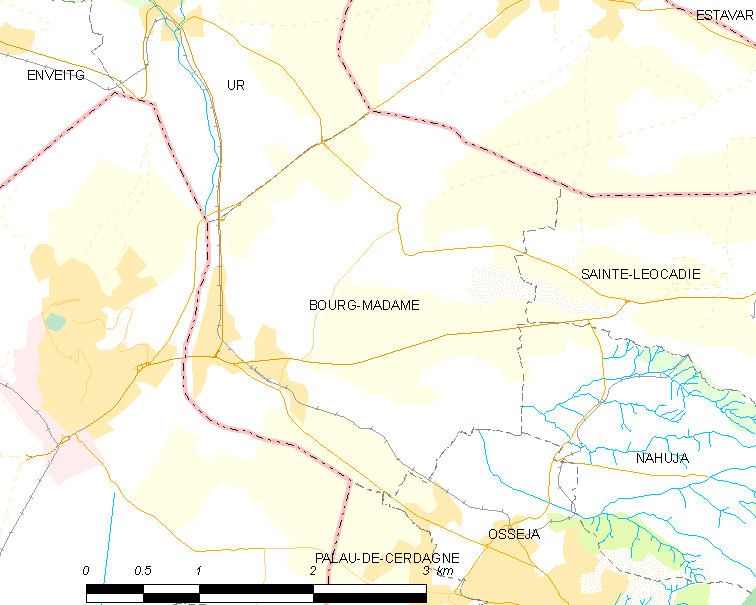
Karte von Bourg-Madame

Bourg-Madame liegt auf 1150 Metern im breiten Hochtal der Cerdagne, dort wo die Nationalstraße N20 auf den Fluss Segre trifft, und direkt an der Grenze zu Spanien.

## Geschichte
Schon im Jahre 839 wird an dieser Stelle eine vorromanische Kirche (l’église d’Hix) erwähnt. 1177 ließ der Graf von Barcelona und der Cerdanya eine Festung errichten, um die Gegend administrativ, kommerziell und militärisch zu sichern.
Im Pyrenäenvertrag von 1659 fiel der östliche Teil der Cerdanya an Frankreich und die bis dahin so genannte Gemeinde Hix wurde Grenzort. Erst 1815 wurde Hix zu Ehren der Frau des Grafen von Angoulême, Marie-Thérèse-Charlotte de France („Madame Royale“) in Bourg-Madame umbenannt. Sie war die Tochter König Ludwig XVI. und Marie-Antoinettes.

## Sehenswürdigkeiten
- L’église d’Hix – Die Kirche wurde schon im 9. Jh. erwähnt; der romanische Kirchenbau stammt aber aus dem 12. Jahrhundert.
- L’église de Caldégas – Die romanische Kirche wurde kurz nach dem Jahr 1000 errichtet und noch im 11. Jahrhundert restauriert.